# Fujifilm X100
Les appareils photographiques numériques Fujifilm X100, les FinePix X100, X100S, X100T, X100F, X100V et X100VI, sont des appareils compacts de marque Fujifilm.
Ils disposent d'un capteur de format APS-C. Ils sont tous équipés d'un objectif fixe à la focale de 23 mm (équivalent à un 35 mm sur un appareil plein format 35 mm). Cet objectif fixe peut recevoir deux complément optiques, l'un pour obtenir un grand-angle équivalent au 24 mm en plein format, l'autre pour obtenir l'équivalent d'un 50 mm.
Ils ont notamment pour particularité de présenter un viseur hybride, optique et numérique au choix de l'utilisateur, ainsi que d'offrir la possibilité de réaliser manuellement (à l'aide de bagues et molettes mécaniques) les réglages de base d'un appareil photographique : sensibilité, vitesse, ouverture, sans passer par le menu numérique. L'ouverture se règle sur l'objectif par une bague de diaphragme traditionnelle.
Ces appareils ont généralement reçu des bonnes critiques. 

## Fujifilm FinePix X100
Fujifilm FinePix X100S
Le Fujifilm FinePix X100 a été présenté à la Photokina en septembre 2010 et a été commercialisé en février 2011. C'est le premier modèle des appareils de la série X et il a été rejoint depuis par de nombreux modèles. Fujifilm a reçu pour ce boîtier le prix TIPA (Technical Image Press Association) du meilleur appareil photo de prestige en 2011 et le prix EISA 2011-2012 du meilleur appareil compact expert.
Il a été remplacé par le Fujifilm X100S.

## Fujifilm FinePix X100S
Fujifilm FinePix X100 Fujifilm FinePix X100T
Le Fujifilm X100S a été annoncé par Fujifilm le 7 janvier 2013. Il a reçu le prix EISA du meilleur appareil compact expert en 2013-2014.
Le S signifie : Second (2e génération).
Il a été remplacé par le Fujifilm X100T.

## Fujifilm FinePix X100T
Fujifilm FinePix X100S Fujifilm FinePix X100F
Le Fujifilm X100T a été annoncé par Fujifilm le 10 septembre 2014.
Le T signifie : Third (3e génération).
Il a été remplacé par le Fujifilm X100F. 

## Fujifilm FinePix X100F
Fujifilm FinePix X100T
Le Fujifilm X100F a été lancé en avril 2017.
Le F signifie : Fourth (4e génération).

## Fujifilm FinePix X100V
Le Fujifilm X100V a été lancé en février 2020.
Le V signifie : 5 en chiffres romains (5e génération).
Par rapport au X100F, les principales modifications sont :
- un nouvel objectif
- un nouveau capteur 26.1 mégapixels (au lieu de 24.3)
- un autofocus à 425 points (au lieu de 325)
- une connectivité Bluetooth
- un boîtier tropicalisé

## Fujifilm FinePix X100VI
Le Fujifilm X100VI est annoncé le 20 février 2024.
Le VI signifie : 6 en chiffres romains (6e génération).
Par rapport au X100V, les principales modifications sont :
- nouveau capteur de 5e génération X-Trans CMOS de 40 mégapixels
- nouveau processeur X Processor 5
- nouvelle stabilisation IBIS à 6 stops
- gamme ISO à partir de ISO 125
- enregistrement vidéo 6K
- vitesse maximale de l'obturateur électronique portée à 1⁄180 000 s
- simulation de film améliorée, incluant Reala Ace
- fabriqué en Chine

## Accessoires

### Lentilles de conversion
- Lentille de conversion grand angle WCL-X100
- Lentille de conversion télé TCL-X100

### Flashes
- Fujifilm EF-20
- Fujifilm EF-X20
- Fujifilm EF-42